# Чикконе, Джулио
Джулио Чикконе (англ. Giulio Ciccone; род. 20 декабря 1994 года в Кьети, Италия) — итальянский профессиональный шоссейный велогонщик, выступающий c 2019 года за команду «Trek-Segafredo».

## Достижения
2014
1-й Trofeo Rigoberto Lamonica
5-й Гран-при Каподарко
6-й Джиро делла Валле д'Аоста
1-й  Горная классификация
9-й Gran Premio di Poggiana
2015
1-й Bassano-Monte Grappa
1-й  Горная классификация Джиро делла Валле д'Аоста
2-й Пикколо Джиро ди Ломбардия
4-й Coppa Collecchio
6-й Тур де л’Авенир
2016
1-й Этап 10 Джиро д’Италия
5-й Gran Premio della Costa Etruschi
6-й Международная неделя Коппи и Бартали
2017
3-й Про Эцталь 5500
6-й Тур Юты
1-й на этапе 6
6-й Тур Австрии
2018
1-й Джиро дель Аппенино
1-й  Горная классификация Тур Словакии
2-й Адриатика–Ионика
7-й Гран-при Лугано
9-й Тур Альп
10-й Международная неделя Коппи и Бартали
2019
Джиро д’Италия
 Горная классификация
1-й на этапе 16
6-й Трофео Лайгуэлья
8-й Тур дю От-Вар
1-й на этапе 2
10-й Trofeo Serra de Tramuntana

## Статистика выступлений на Гранд-турах
| Гонка           | 2016 | 2017 | 2018 | 2019 |
| --------------- | ---- | ---- | ---- | ---- |
| Джиро д’Италия  | НФ   | 95   | 40   | 16   |
| Тур де Франс    | —    | —    | —    |      |
| Вуэльта Испании | —    | —    | —    |      |

| —  | Не участвовал  |
| НФ | Не финишировал |